# Ernst Schwarcz
Ernst Schwarcz (* 15. Juli 1923 in Wien; † 10. Oktober 2008 ebenda) war ein österreichischer Verleger, Autor und Pazifist. Er war Ehrenvorsitzender des Internationalen Versöhnungsbundes (IFOR – International Fellowship of Reconciliation).
Ernst Schwarcz lebte von 1939, ein Jahr nach dem Anschluss Österreichs und dem Jahr seiner zwangsweisen Emigration mit einem Kindertransport, bis 1946 in Schweden. Dort hat er die Bedeutung des Friedensgedankens entdeckt und als 20-Jähriger an Trainingskursen für den materiellen und geistigen Wiederaufbau Europas nach dem Zweiten Weltkrieg teilgenommen.
1946 kehrte er bewusst nach Österreich zurück. Zuerst im Rahmen des "Internationalen Zivildienstes für den Frieden" und später als Chef des Sensen-Verlages Wien hat er sich zeit seines Lebens für den Friedensgedanken eingesetzt. Als Quäker war er dem Ideal der Gewaltfreiheit verpflichtet. Als Ehrenvorsitzender des Internationalen Versöhnungsbundes nahm er bis zu seinem Tode an der praktischen Friedensarbeit teil.
In seinem Verlag publizierte er nicht nur Autoren wie den zweifachen Nobelpreisträger Linus Pauling ("Leben oder Tod im Atomzeitalter") und Richard Gregg ("Die Macht der Gewaltlosigkeit", einen der Klassiker nichtmilitärischer Kämpfe), die amerikanische Quäker-Studie "Sagt es den Mächtigen"), sondern auch eigene Texte ("Mehr Sicherheit ohne Waffen – Die Verteidigung Österreichs durch gewaltlosen Widerstand" (1976). Ernst Schwarcz veröffentlichte im Jahr 2005 sein letztes Buch mit dem Titel Zeitenwende, das sich mit den veränderten Gefahren in der heutigen Zeit durch die Weiterexistenz und das Wiedererstarken der Atomwaffen beschäftigt. Der Buchuntertitel Entweder es gelingt der Menschheit, alle Kriege abzuschaffen oder es wird den Kriegen gelingen, die Menschheit abzuschaffen drückt gleichsam die Zerrissenheit zwischen frei gewähltem Lebensauftrag und gespürter Hoffnungslosigkeit aus, die Ernst Schwarcz stets schwer bedrückte.
Schwarcz wurde am Neustifter Friedhof in Wien bestattet.

## Werke
- Ernst Schwarcz: Zeitenwende. Agenda Verlag, Münster 2005, ISBN 3-89688-264-3, ISBN 978-3-89688-264-6.